# Wielgolas Brzeziński
Wielgolas Brzeziński es un pueblo de Polonia, en Mazovia. Se encuentra en el municipio (gmina) de Halinów, perteneciente al distrito (powiat) de Mińsk. Se encuentra aproximadamente 5 km al sureste de Halinów, a 13 km al oeste de Mińsk Mazowiecki, y a 27 km  al este de Varsovia. 
Entre 1975 y 1998 perteneció al voivodato de Varsovia.